# نوینکیرشن (کوکسهاون)
نوینکیرشن (به آلمانی: Neuenkirchen) یک شهر در آلمان است که در لاند هادلن (زامتگمایند) واقع شده‌است. نوینکیرشن ۱٬۴۸۴ نفر جمعیت دارد.